# Archidendron alatum
Archidendron alatum là một loài thực vật có hoa trong họ Đậu. Loài này được de Wit miêu tả khoa học đầu tiên.